# Huile de Stillingia
L’huile de Stillingia  est obtenue à partir des graines du Sapium sebiferum (arbre à suif). Elle est utilisée pour les peintures et les vernis.